# Глуховщина (Черниговская область)
Глуховщина (укр. Глухівщина) — бывшее село в Семёновском районе Черниговской области Украины. Село было подчинено Погорельскому сельсовету.

## История
Население на 1985 год — 10 человек.
Решением Черниговского областного совета от 23.10.1992 года село снято с учёта, в связи с переселением жителей.

## География
Было расположено юго-западнее села Тополевка.